# Hòa Nghĩa (xã)
Hòa Nghĩa là một xã thuộc huyện Chợ Lách, tỉnh Bến Tre, Việt Nam.

## Địa lý
Xã Hòa Nghĩa nằm ở trung tâm huyện Chợ Lách, có vị trí địa lý:
- Phía bắc giáp huyện Châu Thành (qua sông Hàm Luông)
- Phía tây bắc giáp thị trấn Chợ Lách
- Phía tây giáp xã Sơn Định
- Phía đông giáp xã Long Thới
- Phía nam giáp sông Cổ Chiên
- Phía đông nam giáp xã Tân Thiềng.

Xã Hòa Nghĩa có diện tích là 17,93 km², dân số năm 1999 là 11,033 người, mật độ dân số là 450 người/km².

## Hành chính
Xã Hòa Nghĩa được chia làm 9 ấp: Bình Thanh, Bình An, Đại An, Hòa Thạnh, Long Hiệp, Hưng Nhơn, Nhơn Phú, Định Bình.